# Bocana incompleta
Bocana incompleta är en fjärilsart som beskrevs av Louis Beethoven Prout 1928. Bocana incompleta ingår i släktet Bocana och familjen nattflyn. Inga underarter finns listade i Catalogue of Life.